# Ветропоказателен ръкав
Ветропоказателният ръкав е конична текстилна тръба, която може да се използва като основен индикатор за скоростта и посоката на вятъра или като декорация. Ветропоказателните ръкави обикновено се намират на летищата и вертолетни площадки за да показват визуално посоката и силата на вятъра на пилотите, както и в химически заводи, където има риск от изтичане на газ, плажове с училища по кайтсърф и уиндсърф, земеделски площи при които се налага обработка с препарати. Срещат се и покрай магистрали на ветровити места.
На много летища тези ветропоказатели се осветяват отвън или отвътре през нощта.
Скоростта на вятъра се указва от ъгъла на ветропоказателя спрямо монтажния стълб – при слаб вятър той виси свободно, а при силен вятър стои хоризонтално. При вятър от 15 възела (28 km/h) той се разтяга напълно. Съгласно стандартите на FAA, когато вятърът достигне скорост най-малко 3 възела (5,6 km/h), правилно функциониращият ветропоказател се ориентира в противоположната му посока.
Според Европейската агенция за авиационна безопасност ветропоказателният ръкав не е точен инструмент.
- Предупредителен знак А37 за възможност за силен вятър
- Други индикатори за посоката на вятъра